# Astragalus nivalis
Astragalus nivalis är en ärtväxtart som beskrevs av Grigorij Silych Karelin och Ivan Petrovich Kirilov. Astragalus nivalis ingår i släktet vedlar, och familjen ärtväxter.

## Underarter
Arten delas in i följande underarter:
- A. n. aureocalycatus
- A. n. nivalis